# カーラ・ブレイ
カーラ・ブレイ（Carla Bley、1936年5月11日 - 2023年10月17日）は、アメリカのジャズ・ピアニスト、作曲家。バップ以後のコンポーザーの中で優れた音楽的才能を持つミュージシャンであった。

## 略歴
女性の作曲家として知られたカーラ・ブレイは、教会音楽家の父親の手ほどきで音楽の基礎を学び、その後はアカデミズムとは無縁で、ほとんど独学で通した。17歳の頃、ジャズに開眼し、当時ジャズが活気づいていた街、ニューヨークへの移住を決意する。しかし、この頃のカーラはミュージシャンとして生計を立てることができず、ウェイトレスなどの仕事をすることで日々食いつないでいた。
売れっ子どころか日々の暮らしにも事欠いていたカーラに転機が訪れるのは、1957年のポール・ブレイとの結婚以後のことである。最初こそうだつが上がらなかったものの、個性的な楽曲を作り出すようになったカーラは、その音楽を広く認められ、アート・ファーマー（アルバム『ブルースをそっと歌って』等）、ゲイリー・バートン（アルバム『葬送』等）、チャーリー・ヘイデン（アルバム『リベレーション・ミュージック・オーケストラ』等）といったミュージシャンのアルバムに楽曲を提供し、一躍ジャズ界を代表するトップ・コンポーザーのひとりとなった。
1966年、2人目の夫になるトランペット奏者、マイケル・マントラーと共に非営利組織「ジャズ・コンポーザーズ・オーケストラ・アソシエーション」（Jazz Composers Orchestra Association Inc., JCOA）を設立して、商業主義からのミュージシャンの保護と自由化に多大な貢献を為した。1971年、詩人ポール・ヘインズとの共作にしてLP3枚組の大作ジャズ・オペラ『エスカレーター・オーヴァー・ザ・ヒル』を完成させた。この作品は実験作的色合いが濃厚で、当時のジャズ界に物議をかもした。
その後も彼女の創作意欲は衰えることを知らず、チャーリー・ヘイデンとの『リベレーション・ミュージック・オーケストラ』の続編である『戦死者たちのバラッド』、3人目の夫になるスティーヴ・スワロウとのデュオ・アルバム、オーケストラ・アルバム『ザ・ヴェリー・ビッグ・カーラ・ブレイ・バンド』などの作品をコンスタントに発表し続けていた。
彼女はロック・ミュージシャンとも活動した。1975年4月から6月まで、ザ・ジャック・ブルース・バンドのメンバーとしてヨーロッパとイギリスのツアーに参加した。1981年にはピンク・フロイドのニック・メイスンの初ソロ・アルバム『空想感覚』に全曲を提供し、メイスンと共同でプロデューサーを務め、キーボードも担当した。
2023年10月17日、アメリカ合衆国ニューヨーク州北部の自宅にて、脳腫瘍の合併症により死去。87歳没。

## ディスコグラフィ

### リーダー・アルバム
- 『エスカレーター・オーヴァー・ザ・ヒル』 - Escalator Over The Hill (1971年) ※with ポール・ヘインズ
- 『トロピック・アペタイト』 - Tropic Appetites (1974年)
- 『ディナー・ミュージック』 - Dinner Music (1977年)
- 『ヨーロピアン・ツアー 1977』 - European Tour 1977 (1978年) ※ザ・カーラ・ブレイ・バンド名義
- 『ミュジーク・メカニーク』 - Musique Mecanique (1979年) ※ザ・カーラ・ブレイ・バンド名義
- 『ソーシャル・スタディズ』 - Social Studies (1981年)
- 『ライヴ! (艶奏会)』 - Live! (1982年)
- 『戦死者たちのバラッド』 - The Ballad Of The Fallen (1983年) ※with チャーリー・ヘイデン
- 『歌うのなんて好きじゃない』 - I Hate To Sing (1984年) ※ザ・カーラ・ブレイ・バンド名義
- 『ヘヴィ・ハート』 - Heavy Heart (1984年)
- 『ナイト・グロウ』 - Night-Glo (1985年)
- 『モア・ブラームス』 - Sextet (1987年)
- 『デュエッツ』 - Duets (1988年) ※with スティーヴ・スワロウ
- 『フルール・カルニヴォーレ』 - Fleur Carnivore (1989年)
- 『ザ・ヴェリー・ビッグ・カーラ・ブレイ・バンド』 - The Very Big Carla Bley Band (1991年)
- 『ゴー・トゥゲザー』 - Go Together (1992年) ※with スティーヴ・スワロウ
- 『ビッグ・バンド・セオリー』 - Big Band Theory (1993年)
- 『ソングズ・ウィズ・レッグズ』 - Songs With Legs (1994年)
- ...Goes To Church (1996年)
- 『ファンシー・チェンバー・ミュージック』 - Fancy Chamber Music (1998年)
- 『4X4』 - 4x4 (2000年)
- 『ルッキング・フォー・アメリカ』 - Looking for America (2003年)
- 『ザ・ロスト・コーズ』 - The Lost Chords (2004年)
- 『ザ・ロスト・コーズ・ファインド・パオロ・フロス』 - The Lost Chords find Paolo Fresu (2007年)
- 『アピアリング・ナイトリー』 - Appearing Nightly (2008年)
- 『カーラズ・クリスマス・キャロルズ』 - Carla's Christmas Carols (2009年)
- Trios (2013年) ※with アンディ・シェパード、スティーヴ・スワロウ
- Andando el Tiempo (2015年) ※with アンディ・シェパード、スティーヴ・スワロウ

### 映像作品
- 『ライヴ・イン・モントリオール』 - Live in Montreal (2003年) ※1983年のライブ